# Polygala praecox
Polygala praecox är en jungfrulinsväxtart som beskrevs av R.A.Kerrigan. Polygala praecox ingår i släktet jungfrulinssläktet, och familjen jungfrulinsväxter. Inga underarter finns listade i Catalogue of Life.